# Liste der Kulturdenkmäler in Valwig
In der Liste der Kulturdenkmäler in Valwig sind alle Kulturdenkmäler der rheinland-pfälzischen Ortsgemeinde Valwig einschließlich des Ortsteils Valwigerberg aufgeführt. Grundlage ist die Denkmalliste des Landes Rheinland-Pfalz (Stand: 21. September 2023).

## Einzeldenkmäler
| Bezeichnung                                    | Lage                                                        | Baujahr                    | Beschreibung | Bild                                    |
| ---------------------------------------------- | ----------------------------------------------------------- | -------------------------- | --- | --------------------------------------- |
| Wohnhaus                                       | Valwig, Bachstraße 2 Lage                                   | frühes 17. Jahrhundert     | Fachwerkhaus, teilweise massiv, frühes 17. Jahrhundert, Torbogen bezeichnet 1607 | Fotos hochladen                         |
| Schulhaus                                      | Valwig, Bachstraße 6, Herrenbergstraße 11 Lage              | 16. Jahrhundert            | ehemalige Schule; dreigeschossiges Fachwerk(?)haus, verputzt, im Kern wohl aus dem 16. Jahrhundert | BW                                      |
| Kelterhaus                                     | Valwig, Herrenbergstraße, vor Nr. 12 Lage                   | 18. Jahrhundert            | Kelterhaus; Fachwerkbau, teilweise massiv, 18. Jahrhundert | BW                                      |
| Wegekreuz                                      | Valwig, In der Schweiz, bei Nr. 10 Lage                     | 1767                       | Wegekreuz, Basalt, bezeichnet 1767 | BW                                      |
| Katholische Filialkirche St. Martin            | Valwig, Kreuzstraße Lage                                    | 1823–26                    | dreischiffige Hallenkirche, Bruchstein, Rundbogenstil, 1823–26, Architekt Johann Claudius von Lassaulx, Koblenz; Gesamtanlage mit Friedhof; auf dem Friedhof: Missionskreuz, 1867; Kriegerdenkmal, reliefierte Stele; Grabkreuze; 18. Jahrhundert; Grabkreuz Meschel, gestorben 1870 | weitere Bilder Fotos hochladen          |
| Wohnhaus                                       | Valwig, Kreuzstraße 5 Lage                                  | 17. Jahrhundert            | Fachwerkhaus, teilweise massiv, verputzt, 17. Jahrhundert | BW                                      |
| Wohnhaus                                       | Valwig, Kreuzstraße 6 Lage                                  | Mitte des 19. Jahrhunderts | Bruchsteinbau, Konsolenfries, Mitte des 19. Jahrhunderts | BW                                      |
| Weinbergkapelle                                | Valwig, nördlich des Ortes Lage                             |                            | Weinbergkapelle, Saalbau | BW                                      |
| Wegekreuz                                      | Valwig, westlich des Ortes                                  | 1619                       | Wegekreuz, Basalt, bezeichnet 1619 | Direkt Bild zu diesem Denkmal hochladen |
| Wallfahrtskirche St. Maria und Maria Magdalena | Valwigerberg, Kapellenweg Lage                              | um 1440                    | spätgotischer Chor, um 1440, dreischiffige Stufenhalle, um 1500/10 | weitere Bilder Fotos hochladen          |
| Pfarrhaus                                      | Valwigerberg, Kapellenweg 3 Lage                            | um 1760                    | ehemaliges Pfarrhaus; Krüppelwalmdachbau, Fachwerk verputzt, teilweise massiv, um 1760 | Fotos hochladen                         |
| Kreuzwegstationen                              | Valwigerberg, zwischen Valwig und der Wallfahrtskirche Lage |                            | vier Kreuzwegstationen | BW                                      |

## Ehemalige Kulturdenkmäler
| Bezeichnung | Lage                        | Baujahr | Beschreibung | Bild |
| ----------- | --------------------------- | ------- | --- | ---- |
| Winzerhaus  | Valwig, Brühlstraße 16 Lage | 1610    | Winzerhaus; Bruchsteinbau, bezeichnet 1610; abgebrochen, durch Neubau ersetzt und aus der Denkmalliste gelöscht | BW   |